# Tranzscheliella laevispora
Tranzscheliella laevispora är en svampart som beskrevs av Vánky 2004. Tranzscheliella laevispora ingår i släktet Tranzscheliella och familjen Ustilaginaceae.   Inga underarter finns listade i Catalogue of Life.